# Batukali
Batukali is een bestuurslaag in het regentschap Jepara van de provincie Midden-Java, Indonesië. Batukali telt 1670 inwoners (volkstelling 2010).